# Список приматов
Этот список содержит виды, относящиеся к отряду приматов.

## ПодотрядМокроносые приматы(Strepsirrhini)

### ИнфраотрядЛемурообразные(Lemuriformes)
- Семейство Карликовые лемуры (Cheirogaleidae)
  - Род Крысиные лемуры (Cheirogaleus)
    - Толстохвостый лемур (Cheirogaleus medius)
    - Крысиный лемур (Cheirogaleus major)
    - Cheirogaleus crossleyi
    - Cheirogaleus minusculus
    - Cheirogaleus lavasoensis
    - Cheirogaleus sibreei
    - Cheirogaleus andysabini
    - Cheirogaleus shethi
    - Cheirogaleus grovesi

  - Род Мышиные лемуры (Microcebus)
    - Microcebus arnholdi
    - Microcebus berthae
    - Microcebus bongolavensis
    - Microcebus boraha
    - Microcebus danfossi
    - Microcebus ganzhorni
    - Microcebus gerpi
    - Microcebus griseorufus
    - Microcebus jollyae
    - Microcebus lehilahytsara
    - Microcebus macarthurii
    - Microcebus mamiratra
    - Microcebus manitatra
    - Microcebus margotmarshae
    - Microcebus marohita
    - Microcebus mittermeieri
    - Серый мышиный лемур (Microcebus murinus)
    - Карликовый мышиный лемур (Microcebus myoxinus)
    - Microcebus sambiranensis
    - Microcebus simmonsi
    - Золотистобурый мышиный лемур (Microcebus ravelobensis)
    - Коричневый мышиный лемур (Microcebus rufus)
    - Microcebus tanosi
    - Microcebus tavaratra

  - Род Mirza
    - Карликовый лемур Кокерела (Mirza coquereli)
    - Mirza zaza

  - Allocebus
    - Волосатоухий лемур (Allocebus trichotis)

  - Вильчатополосые лемуры (Phaner)
    - Вильчатополосый лемур (Phaner furcifer)
    - Phaner pallescens
    - Phaner parienti
    - Phaner electromontis
- Семейство Лемуровые (Lemuridae)
  - Род Обыкновенные лемуры (Eulemur)
    - Eulemur albifrons
    - Eulemur cinereiceps
    - Eulemur collaris
    - Венценосный лемур (Eulemur coronatus)
    - Eulemur flavifrons
    - Бурый лемур (Eulemur fulvus)
    - Чёрный лемур (Eulemur macaco)
    - Мангустовый лемур (Eulemur mongoz)
    - Краснобрюхий лемур (Eulemur rubriventer)
    - Eulemur rufus
    - Eulemur rufifrons
    - Eulemur sanfordi

  - Род Кроткие лемуры (Hapalemur)
    - Hapalemur alaotrensis
    - Золотистый лемур (Hapalemur aureus)
    - Кроткий лемур (Hapalemur griseus)
    - Hapalemur meridionalis
    - Hapalemur occidentalis

  - Род Lemur
    - Кошачий лемур (Lemur catta)

  - Род Prolemur
    - Prolemur simus

  - Род Varecia
    - Лемур вари (Varecia variegata)
    - Varecia rubra
- Семейство Лепилемуры (Lepilemuridae)
  - Род Lepilemur
    - Lepilemur aeeclis
    - Lepilemur ahmansoni
    - Lepilemur ankaranensis
    - Lepilemur betsileo
    - Сероспинный лемур (Lepilemur dorsalis)
    - Лемур Эдвардса (Lepilemur edwardsi)
    - Lepilemur fleuretae
    - Lepilemur grewcocki
    - Lepilemur hollandorum
    - Lepilemur hubbardi
    - Lepilemur jamesi
    - Lepilemur leucopus
    - Мелкозубый лемур (Lepilemur microdon)
    - Lepilemur milanoii
    - Lepilemur mittermeieri
    - Ласковидный лемур (Lepilemur mustelinus)
    - Lepilemur otto
    - Lepilemur petteri
    - Lepilemur randrianasoli
    - Краснохвостый лемур (Lepilemur ruficaudatus)
    - Lepilemur sahamalazensis
    - Lepilemur scottorum
    - Lepilemur seali
    - Северный тонкотелый лемур (Lepilemur septentrionalis)
    - Lepilemur tymerlachsoni
    - Lepilemur wrighti
- Семейство Индриевые (Indriidae)
  - Род Шерстистые лемуры (Avahi)[1]
    - Avahi betsileo
    - Avahi cleesei
    - Восточный шерстистый лемур (Avahi laniger)
    - Avahi meridionalis
    - Avahi mooreorum
    - Западный шерстистый лемур (Avahi occidentalis)
    - Avahi peyrierasi
    - Avahi ramanantsoavana
    - Avahi unicolor

  - Род Indri
    - Индри (Indri indri)

  - Род Хохлатые индри (Propithecus)
    - Диадемовый сифака (Propithecus diadema)
    - Золотоголовый сифака (Propithecus tattersalli)
    - Propithecus candidus
    - Propithecus coquereli
    - Propithecus coronatus
    - Propithecus deckeni
    - Propithecus edwardsi
    - Propithecus perrieri
    - Хохлатый индри (Propithecus verreauxi)
- Семейство Руконожковые (Daubentoniidae)
  - Род Daubentonia
    - Ай-ай (Daubentonia madagascariensis)

### ИнфраотрядЛориобразные(Lorisiformes)
- Семейство Лориевые (Lorisidae)
  - Род Золотистые потто (Arctocebus)[1]
    - Золотистый потто (Arctocebus aureus)
    - Восточный потто (Arctocebus calabarensis)

  - Род Тонкие лори (Loris)
    - Серый тонкий лори (Loris lydekkerianus)
    - Красный тонкий лори (Loris tardigradus)

  - Род Толстые лори (Nycticebus)
    - Nycticebus bancanus
    - Nycticebus bengalensis
    - Nycticebus borneanus
    - Медленный лори (Nycticebus coucang)
    - Nycticebus hilleri
    - Nycticebus javanicus
    - Nycticebus  kayan
    - Nycticebus menagensis
    - Карликовый лори (Nycticebus pygmaeus)

  - Род Perodicticus
    - Обыкновенный потто (Perodicticus potto)

  - Род Pseudopotto
    - Ложный потто (Pseudopotto martini)
- Семейство Галаговые (Galagidae)
  - Род Иглокоготные галаго (Euoticus)
    - Изящный галаго (Euoticus elegantulus)
    - Светлый иглокоготный галаго (Euoticus pallidus)

  - Род Галаго (Galago)
    - Сомалийский галаго (Galago gallarum)
    - Восточный галаго (Galago matschiei)
    - Южный галаго (Galago moholi)
    - Сенегальский галаго (Galago senegalensis)

  - Род Galagoides
    - Галаго Демидова (Galagoides demidoff)
    - Galagoides kumbirensis
    - Galagoides thomasi

  - Род Толстохвостые галаго (Otolemur)
    - Толстохвостый галаго (Otolemur crassicaudatus)
    - Галаго Гарнетта (Otolemur garnettii)
    - Otolemur monteiri

  - Род Paragalago
    - Paragalago cocos
    - Галаго Гранта (Paragalago granti)
    - Горный галаго (Paragalago orinus)
    - Paragalago rondoensis
    - Занзибарский галаго (Paragalago zanzibaricus)

  - Род Sciurocheirus
    - Галаго Аллена (Sciurocheirus alleni)
    - Габонский галаго (Sciurocheirus gabonensis)
    - Sciurocheirus makandensis

## ПодотрядСухоносые приматы(Haplorrhini)

### ИнфраотрядДолгопятообразные(Tarsiiformes)
- Семейство Долгопятовые (Tarsiidae)
  - Род Carlito
    - Филиппинский долгопят (Carlito syrichta)

  - Род Cephalopachus
    - Западный долгопят (Cephalopachus bancanus)

  - Род Tarsius
    - Долгопят диана (Tarsius dentatus)
    - Tarsius fuscus
    - Tarsius lariang
    - Tarsius pelengensis
    - Карликовый долгопят (Tarsius pumilus)
    - Tarsius sangirensis
    - Tarsius tarsier
    - Tarsius tumpara
    - Tarsius wallacei
    - Tarsius spectrumgurskyae
    - Tarsius supriatnai

### ИнфраотрядОбезьянообразные(Simiiformes)
- Парвотряд Широконосые обезьяны (Platyrrhini)
  - Семейство Игрунковые (Callitrichidae)
    - Род Callibella
      - Крошечная игрунка (Callibella humilis)

    - Род Callimico
      - Мармозетка (Callimico goeldii)

    - Род Обыкновенные игрунки (Callithrix)
      - Обыкновенная игрунка (Callithrix jacchus)
      - Черноухая игрунка (Callithrix penicillata)
      - Игрунка Куля (Callithrix kuhlii)
      - Игрунка Жоффруа (Callithrix geoffroyi)
      - Хохлатая игрунка (Callithrix flaviceps)
      - Пушистоухая игрунка (Callithrix aurita)

    - Род Львиные игрунки (Leontopithecus)
      - Золотистая львиная игрунка (Leontopithecus rosalia)
      - Золотистоголовая львиная игрунка (Leontopithecus chrysomelas)
      - Чёрная львиная игрунка (Leontopithecus chrysopygus)
      - Чернолицая львиная игрунка (Leontopithecus caissara)

    - Род Mico
      - Серебристая игрунка (Mico argentatus)
      - Голоухая игрунка (Mico leucippe)
      - Чернохвостая игрунка (Mico melanurus)
      - Средняя игрунка (Mico intermedius)
      - Игрунка Эмилии (Mico emiliae)
      - Черноголовая игрунка (Mico nigriceps)
      - Игрунка Марка (Mico marcai)
      - Белоплечая игрунка (Mico humeralifer)
      - Золотисто-белая игрунка (Mico chrysoleucus)
      - Мауэсская игрунка (Mico mauesi)
      - Mico saterei
      - Mico manicorensis
      - Mico acariensis
      - Mico rondoni

    - Род Тамарины (Saguinus)
      - Краснорукий тамарин (Saguinus midas)
      - Чернолапый тамарин (Saguinus niger)
      - Черноспинный тамарин (Saguinus nigricollis)
      - Тамарин Грэлла (Saguinus graellsi)
      - Буроголовый  тамарин (Saguinus fuscicollis)
      - Saguinus melanoleucus
      - Золотистоплечий тамарин (Saguinus tripartitus)
      - Усатый тамарин (Saguinus mystax)
      - Saguinus pileatus
      - Краснобрюхий тамарин (Saguinus labiatus)
      - Императорский тамарин (Saguinus imperator)
      - Пегий тамарин (Saguinus bicolor)
      - Гололобый тамарин (Saguinus martinsi)
      - Эдипов тамарин (Saguinus oedipus)
      - Тамарин Жоффруа (Saguinus geoffroyi)
      - Белоногий тамарин (Saguinus leucopus)
      - Тамарин Шварца (Saguinus inustus)

  - Семейство Капуциновые (Cebidae)
    - Род Капуцины (Cebus)
      - Белолобый капуцин (Cebus albifrons)
      - Обыкновенный капуцин (Cebus capucinus)
      - Капуцин-каапори (Cebus kaapori)
      - Траурный капуцин (Cebus olivaceus)
      - Cebus aequatorialis
      - Cebus brunneus
      - Cebus cesare
      - Cebus cuscinus
      - Cebus imitator
      - Cebus leucocephalus
      - Cebus malitiosus
      - Cebus unicolor
      - Cebus versicolor
      - Cebus yuracus

    - Род Sapajus 
      - Капуцин-фавн (Sapajus apella)
      - Sapajus flavius
      - Чернополосый капуцин (Sapajus libidinosus)
      - Бурый капуцин (Sapajus nigritus)
      - Желтобрюхий капуцин (Sapajus xanthosternos)
      - Sapajus cay
      - Sapajus macrocephalus
      - Sapajus robustus

    - Род Саймири (Saimiri)
      - Рыжеспинный саймири (Saimiri oerstedii)
      - Беличий саймири (Saimiri sciureus)
      - Голоухий саймири (Saimiri ustus)
      - Боливийский саймири (Saimiri boliviensis)
      - Чёрный саймири (Saimiri vanzolini)
      - Saimiri cassiquiarensis
      - Saimiri collinsi
      - Saimiri macrodon

  - Семейство Ночные обезьяны (Aotidae)
    - Род Ночные обезьяны (Aotus)
      - Панамская мирикина (Aotus lemurinus)
      - Aotus zonalis
      - Aotus jorgehernandezi
      - Aotus griseimembra
      - Aotus brumbacki
      - Мирикина Спикса (Aotus vociferans)
      - Обыкновенная мирикина (Aotus trivirgatus)
      - Азарская мирикина (Aotus azarae)
      - Перуанская мирикина (Aotus miconax)
      - Западноамазонская мирикина (Aotus nancymaae)
      - Черноголовая мирикина (Aotus nigriceps)

  - Семейство Саковые (Pitheciidae)
    - Подсемейство Callicebinae
      - Род Cheracebus Byrne et al., 2016
        - Cheracebus lucifer (Thomas, 1914)
        - Cheracebus lugens (Humboldt, 1811)
        - Cheracebus medemi (Hershkovitz, 1963) — Колумбийский прыгун
        - Cheracebus purinus (Thomas, 1927)
        - Cheracebus regulus (Thomas, 1927)
        - Cheracebus torquatus (Hoffmannsegg, 1807) — Ошейниковый прыгун, или воротничковый прыгун

      - Род Callicebus Thomas, 1903 — Прыгуны
        - Callicebus barbarabrownae Hershkovitz, 1990 — Прыгун Брауна
        - Callicebus coimbrai Kobayashi & Langguth, 1999 — Прыгун Коимбры
        - Callicebus melanochir (Wied-Neuwied, 1820) — Восточнобразильский прыгун
        - Callicebus nigrifrons (Spix, 1823) — Чернолобый прыгун
        - Callicebus personatus (E. Geoffroy, 1812) — Атлантический прыгун, или черноголовый прыгун

      - Род Plecturocebus Byrne et al., 2016
        - Plecturocebus aureipalatii (Wallace et al., 2006)
        - Plecturocebus baptista (Lönnberg, 1939) — Озёрный прыгун
        - Plecturocebus bernhardi (van Roosmalen et al., 2002)
        - Plecturocebus brunneus (Wagner, 1842) — Бурый прыгун
        - Plecturocebus caligatus (Wagner, 1842)
        - Plecturocebus caquetensis (Defler, Bueno & Garcia, 2010)
        - Plecturocebus cinerascens (Spix, 1823) — Чёрный прыгун
        - Plecturocebus cupreus (Spix, 1823) — Медный прыгун
        - Plecturocebus discolor (I. Geoffroy & Deville, 1848)
        - Plecturocebus donacophilus (D’Orbigny, 1836) — Гранчакский прыгун
        - Plecturocebus dubius  (Hershkovitz, 1988)
        - Plecturocebus hoffmannsi (Thomas, 1908) — Прыгун Хоффманса
        - Plecturocebus miltoni (Dalponte, Silva & Silva-Júnior, 2014)
        - Plecturocebus modestus (Lönnberg, 1939) — Боливийский прыгун
        - Plecturocebus moloch (Hoffmannsegg, 1807) — Рыжебрюхий прыгун, или прыгун-молох
        - Plecturocebus oenanthe (Thomas, 1924) — Перуанский прыгун
        - Plecturocebus olallae (Lönnberg, 1939) — Прыгун Оллалы
        - Plecturocebus ornatus (Gray, 1866) — Украшенный прыгун
        - Plecturocebus pallescens (Thomas, 1907) — Светлый прыгун
        - Plecturocebus stephennashi (van Roosmalen et al., 2002)
        - Plecturocebus toppini (Thomas, 1914)
        - Plecturocebus urubambensis (Vermeer & Tello-Alvorado, 2015)
        - Plecturocebus vieirai (Gualda-Barros, Nascimento & Amaral, 2012)

    - Подсемейство Pitheciinae
      - Род Саки (Pithecia)
        - Экваториальный саки (Pithecia aequatorialis)
        - Белоногий саки (Pithecia albicans)
        - Pithecia cazuzai
        - Pithecia chrysocephala
        - Pithecia hirsuta
        - Pithecia inusta
        - Южный саки (Pithecia irrorata)
        - Pithecia isabela
        - Pithecia milleri
        - Pithecia mittermeieri
        - Саки-монах (Pithecia monachus)
        - Pithecia napensis
        - Бледный саки (Pithecia pithecia)
        - Pithecia pissinattii
        - Pithecia rylandsi
        - Pithecia vanzolinii

      - Род Красноспинные саки (Chiropotes)
        - Красноспинный саки (Chiropotes albinasus)
        - Черноспинный саки (Chiropotes satanas)
        - Chiropotes chiropotes
        - Chiropotes israelita
        - Chiropotes utahickae

      - Род Какажао (Cacajao)
        - Западный какажао (Cacajao calvus), или лысый уакари
        - Черноголовый какажао (Cacajao melanocephalus), или черноголовый уакари
        - Cacajao hosomi
        - Cacajao ayresi

  - Семейство Паукообразные обезьяны (Atelidae)
    - Подсемейство Alouattinae
      - Род Ревуны (Alouatta)
        - Alouatta arctoidea
        - Краснорукий ревун (Alouatta belzebul)
        - Чёрный ревун (Alouatta caraya)
        - Коибский ревун (Alouatta coibensis)
        - Alouatta discolor
        - Бурый ревун (Alouatta guariba)
        - Alouatta juara
        - Гайянский ревун (Alouatta macconnelli)
        - Амазонский ревун (Alouatta nigerrima)
        - Колумбийский ревун (Alouatta palliata)
        - Центральноамериканский ревун (Alouatta pigra)
        - Alouatta puruensis
        - Боливийский ревун (Alouatta sara)
        - Рыжий ревун (Alouatta seniculus)
        - Alouatta ululata

    - Подсемейство Atelinae
      - Род Коаты (Ateles)
        - Белолобая коата (Ateles belzebuth)
        - Перуанская коата (Ateles chamek)
        - Колумбийская коата (Ateles hybridus)
        - Белощёкая коата (Ateles marginatus)
        - Чернолобая коата (Ateles fusciceps)
        - Коата Жоффруа (Ateles geoffroyi)
        - Краснолицая коата (Ateles paniscus)

      - Род Паукообразные обезьяны (Brachyteles)
        - Паукообразная обезьяна (Brachyteles arachnoides)
        - Рыжеватая обезьяна (Brachyteles hypoxanthus)

      - Род Шерстистые обезьяны (Lagothrix)
        - Бурая шерстистая обезьяна (Lagothrix lagotricha)
        - Серая шерстистая обезьяна (Lagothrix cana)
        - Колумбийская шерстистая обезьяна (Lagothrix lugens)
        - Серебристая шерстистая обезьяна (Lagothrix poeppigii)

      - Род Oreonax
        - Желтохвостая обезьяна (Oreonax flavicauda)
- Парвотряд Узконосые обезьяны (Catarrhini)
  - Надсемейство Мартышковые (Cercopithecoidea)
    - Семейство Мартышковые (Cercopithecidae)
      - Подсемейство Мартышковые (Cercopithecinae) (мартышковые в узком смысле)
        - Триба Cercopithecini
          - Род Чёрно-зелёные мартышки (Allenopithecus)
            - Чёрно-зелёная мартышка (Allenopithecus nigroviridis)

          - Род Мартышки (Cercopithecus)
            - Белогорлая мартышка (Cercopithecus albogularis)
            - Мартышка Шмидта (Cercopithecus ascanius)
            - Мартышка Кемпбелла (Cercopithecus campbelli)
            - Голуболицая мартышка (Cercopithecus cephus)
            - Мартышка Дента (Cercopithecus denti)
            - Мартышка-диана (Cercopithecus diana)
            - Серебряная мартышка (Cercopithecus doggetti)
            - Мартышка дриас (Cercopithecus dryas)
            - Краснобрюхая мартышка (Cercopithecus erythrogaster)
            - Рыжеухая мартышка (Cercopithecus erythrotis)
            - Совинолицая мартышка (Cercopithecus hamlyni)
            - Золотая мартышка (Cercopithecus kandti)
            - Бородатая мартышка (Cercopithecus lhoesti)
            - Cercopithecus lowei
            - Коронованная мартышка (Cercopithecus mitis)
            - Мартышка мона (Cercopithecus mona)
            - Мартышка Бразза (Cercopithecus neglectus)
            - Большая белоносая мартышка (Cercopithecus nictitans)
            - Малая белоносая мартышка (Cercopithecus petaurista)
            - Чубатая мартышка (Cercopithecus pogonias)
            - Мартышка Прейса (Cercopithecus preussi)
            - Cercopithecus roloway
            - Мартышка Склейтера (Cercopithecus sclateri)
            - Рыжехвостая мартышка (Cercopithecus solatus)
            - Мартышка Вольфа (Cercopithecus wolfi)
            - Cercopithecus lomamiensis

          - Род Зелёные мартышки (Chlorocebus)
            - Гривет (Chlorocebus aethiops)
            - Малбрук (Chlorocebus cynosurus)
            - Джам-джам (Chlorocebus djamdjamensis)
            - Верветка (Chlorocebus pygerythrus)
            - Зелёная мартышка (Chlorocebus sabaeus)
            - Мартышка танталусская (Chlorocebus tantalus)

          - Род Мартышки-гусары (Erythrocebus)
            - Мартышка-гусар (Erythrocebus patas)
            - Erythrocebus poliophaeus

          - Род Крошечные мартышки (Miopithecus)
            - Габонская крошечная мартышка (Miopithecus ogouensis)
            - Ангольская крошечная мартышка (Miopithecus talapoin)

        - Триба Papionini
          - Род Макаки (Macaca)
            - Медвежий макак (Macaca arctoides)
            - Горный резус (Macaca assamensis)
            - Тайваньский резус (Macaca cyclopis)
            - Макак-крабоед (Macaca fascicularis)
            - Японский макак (Macaca fuscata)
            - Macaca hecki
            - Северный свинохвостый макак (Macaca leonina)
            - Macaca leucogenys
            - Макак-резус (Macaca mulatta)
            - Macaca munzala
            - Южный свинохвостый макак (Macaca nemestrina)
            - Хохлатый павиан (Macaca nigra)
            - Macaca nigriscens
            - Macaca ochreata
            - Пагайская макака (Macaca pagensis)
            - Индийский макак (Macaca radiata)
            - Сиберутская макака (Macaca siberu)
            - Львинохвостый макак (Macaca silenus)
            - Цейлонский макак (Macaca sinica)
            - Варварийская обезьяна (Macaca sylvanus)
            - Макак Давида (Macaca thibetana)
            - Тонкский макак (Macaca tonkeana)

          - Род Павианы (Papio)
            - Анубис (Papio anubis)
            - Бабуин (Papio cynocephalus)
            - Гамадрил (Papio hamadryas)
            - Гвинейский павиан (Papio papio)
            - Медвежий павиан (Papio ursinus)

          - Род Мандрилы (Mandrillus)
            - Дрил (Mandrillus leucophaeus)
            - Мандрил (Mandrillus sphinx)

          - Род Гелады (Theropithecus)
            - Гелада (Theropithecus gelada)

          - Род Мангабеи (Cercocebus)
            - Прыткий мангабей (Cercocebus agilis)
            - Чёрный мангабей (Cercocebus atys)
            - Золотобрюхий мангабей (Cercocebus chrysogaster)
            - Танский мангабей (Cercocebus galeritus)
            - Cercocebus sanjei
            - Беловоротничковый мангабей (Cercocebus torquatus)

          - Род Бородатые мангобеи (Lophocebus)
            - Гривистый мангабей (Lophocebus albigena)
            - Чёрный мангобей (Lophocebus aterrimus)
            - Lophocebus opdenboschi
            - Lophocebus ugandae
            - Lophocebus johnstoni
            - Lophocebus osmani

          - Род Rungwecebus
            - Rungwecebus kipunji

      - Подсемейство Тонкотелые обезьяны (Colobinae)
        - триба Толстотелы  (Colobini)
          - род Колобусы (Colobus)
            - Чёрный колобус (Colobus satanas)
            - Ангольский колобус (Colobus angolensis)
            - Королевский колобус (Colobus polykomos)
            - Белоногий колобус (Colobus vellerosus)
            - Восточный колобус (Colobus guereza)

          - род Красные колобусы (Piliocolobus)
            - Красный колобус (Piliocolobus badius)
            - Гвинейский колобус (Piliocolobus pennantii)
            - Камерунский колобус (Piliocolobus preussi)
            - Краснохохлый колобус (Piliocolobus tholloni)
            - Piliocolobus foai
            - Piliocolobus tephrosceles
            - Piliocolobus gordonorum
            - Колобус Кирка (Piliocolobus kirkii)
            - Piliocolobus rufomitratus
            - Piliocolobus epieni
            - Piliocolobus langi
            - Piliocolobus oustaleti
            - Piliocolobus parmentieri
            - Piliocolobus semlikiensis

          - род Procolobus
            - Зелёный колобус (Procolobus verus)

        - триба Тонкотелы (Presbytini)
          - род Гульманы (Semnopithecus)
            - Semnopithecus schistaceus
            - Semnopithecus ajax
            - Semnopithecus hector
            - Хануман (Semnopithecus entellus)
            - Малабарский гульман (Semnopithecus hypoleucos)
            - Semnopithecus dussumieri
            - Semnopithecus priam

          - род Кази (Trachypithecus)
            - Краснолицый гульман (Trachypithecus vetulus)
            - Капюшонный гульман (Trachypithecus johnii)
            - Блестящий гульман (Trachypithecus auratus)
            - Гривистый тонкотел (Trachypithecus cristatus)
            - Trachypithecus germaini
            - Тонкотел Барби (Trachypithecus barbei)
            - Очковый тонкотел (Trachypithecus obscurus)
            - Trachypithecus phayrei
            - Хохлатый тонкотел (Trachypithecus pileatus)
            - Trachypithecus shortridgei
            - Золотой лангур (Trachypithecus geei)
            - Тонкинский гульман (Trachypithecus francoisi)
            - Гололобый гульман (Trachypithecus hatinhensis)
            - Trachypithecus poliocephalus
            - Белолобый гульман (Trachypithecus laotum)
            - Белозадый гульман (Trachypithecus delacouri)
            - Trachypithecus ebenus

          - род Лангуры (Presbytis)
            - Суматранский лангур (Presbytis melalophos)
            - Полосатый лангур (Presbytis femoralis)
            - Presbytis chrysomelas
            - Presbytis siamensis
            - Гололобый лангур (Presbytis frontata)
            - Сероватый лангур (Presbytis comata)
            - Presbytis thomasi
            - Presbytis hosei
            - Красный лангур (Presbytis rubicunda)
            - Ментавайский лангур (Presbytis potenziani)
            - Presbytis natunae
            - Presbytis bicolor
            - Presbytis sumatrana
            - Presbytis mitrata
            - Presbytis robinsoni
            - Presbytis percura
            - Presbytis sabana
            - Presbytis canicrus
            - Presbytis siberu

          - род Тонкотелые обезьяны (Pygathrix)
            - Немейский тонкотел (Pygathrix nemaeus)
            - Черноногий тонкотел (Pygathrix nigripes)
            - Pygathrix cinerea

          - род Rhinopithecus
            - Рокселланов ринопитек (Rhinopithecus roxellana)
            - Чёрный ринопитек (Rhinopithecus bieti)
            - Гуйчжоуский тонкотел (Rhinopithecus brelichi)
            - Тонкинский ринопитек (Rhinopithecus avunculus)
            - Бирманская курносая обезьяна (Rhinopithecus strykeri)

          - род Симиасы (Simias)
            - Одноцветный симиас (Simias concolor)

          - род Носачи (Nasalis)
            - Носач (Nasalis larvatus)

  - Надсемейство Гоминоиды (Hominoidea) или человекообразные обезьяны
    - Семейство Гиббоновые (Hylobatidae)
      - Род Настоящие гиббоны (Hylobates)
        - Белорукий гиббон (Hylobates lar)
        - Чернорукий гиббон (Hylobates agilis)
        - Гиббон Мюллера (Hylobates muelleri)
        - Серебристый гиббон (Hylobates moloch)
        - Кампучийский гиббон (Hylobates pileatus)
        - Карликовый гиббон (Hylobates klossii)
        - Hylobates albibarbis

      - Род Хулоки (Hoolock)
        - Западный хулок (Hoolock hoolock)
        - Восточный хулок (Hoolock leuconedys)
        - Hoolock tianxing

      - Род Сиаманги (Symphalangus)
        - Сиаманг сростнопалый (Symphalangus syndactylus)

      - Род Номаскусы (Nomascus)
        - Чёрный хохлатый гиббон (Nomascus concolor)
        - Восточный чёрный хохлатый гиббон (Nomascus nasutus)
        - Белощёкий хохлатый гиббон (Nomascus leucogenys)
        - Желтощёкий хохлатый гиббон (Nomascus gabriellae)
        - Nomascus siki
        - Nomascus annamensis
        - Nomascus hainanus

    - Семейство Гоминиды (Hominidae): семейство наиболее прогрессивных приматов, включающее в том числе людей
      - Подсемейство Понгины (Ponginae)
        - Род Орангутаны (Pongo)
          - Борнейский орангутан (Pongo pygmaeus)
          - Суматранский орангутан (Pongo abelii)
          - Тапанульский орангутан (Pongo tapanuliensis)

      - Подсемейство Гоминины (Homininae)
        - Триба Гориллини (Gorillini)
          - Род Гориллы (Gorilla)
            - Западная горилла (Gorilla gorilla)
            - Восточная горилла (Gorilla beringei)

        - Триба Гоминини (Hominini)
          - Род Шимпанзе (Pan)
            - Обыкновенный шимпанзе (Pan troglodytes)
            - Бонобо (Pan paniscus) или Карликовый шимпанзе

          - Род Люди (Homo)
            - Человек разумный (Homo sapiens)